# Rock Sound
Rock Sound es una revista británica que aboga por la música rock. La revista tiene como objetivo ser más underground y menos comercial, al tiempo que da cobertura a los actos más conocidos. Por lo general, se centra en música pop punk, punk, emo, hardcore punk, rock alternativo, post-hardcore y géneros del metal extremo en la música rock, rara vez cubre el indie rock por completo. El lema que usan frecuentemente es: «Para aquellos que les gusta la música fuerte, extrema e inconformista». Aunque está principalmente dirigida al mercado británico, también se vende en Canadá y los Estados Unidos.
La edición británica de Rock Sound fue lanzada en marzo de 1999 por la editora francesa Editions Freeway. La revista la adquirió su director, Patrick Napier, en diciembre de 2004. Las oficinas de la revista se encuentran en Londres. No obstante, títulos distintos con el mismo nombre se han publicado bajo la misma compañía en Francia desde 1993, y en España desde 1998.